# Cerkiew Trójcy Świętej w Moskwie (ul. Srietienka)
Cerkiew Trójcy Świętej – prawosławna cerkiew w Moskwie, w rejonie Mieszczanskij, w dekanacie Spotkania Włodzimierskiej Ikony Matki Bożej eparchii moskiewskiej miejskiej.

## Historia

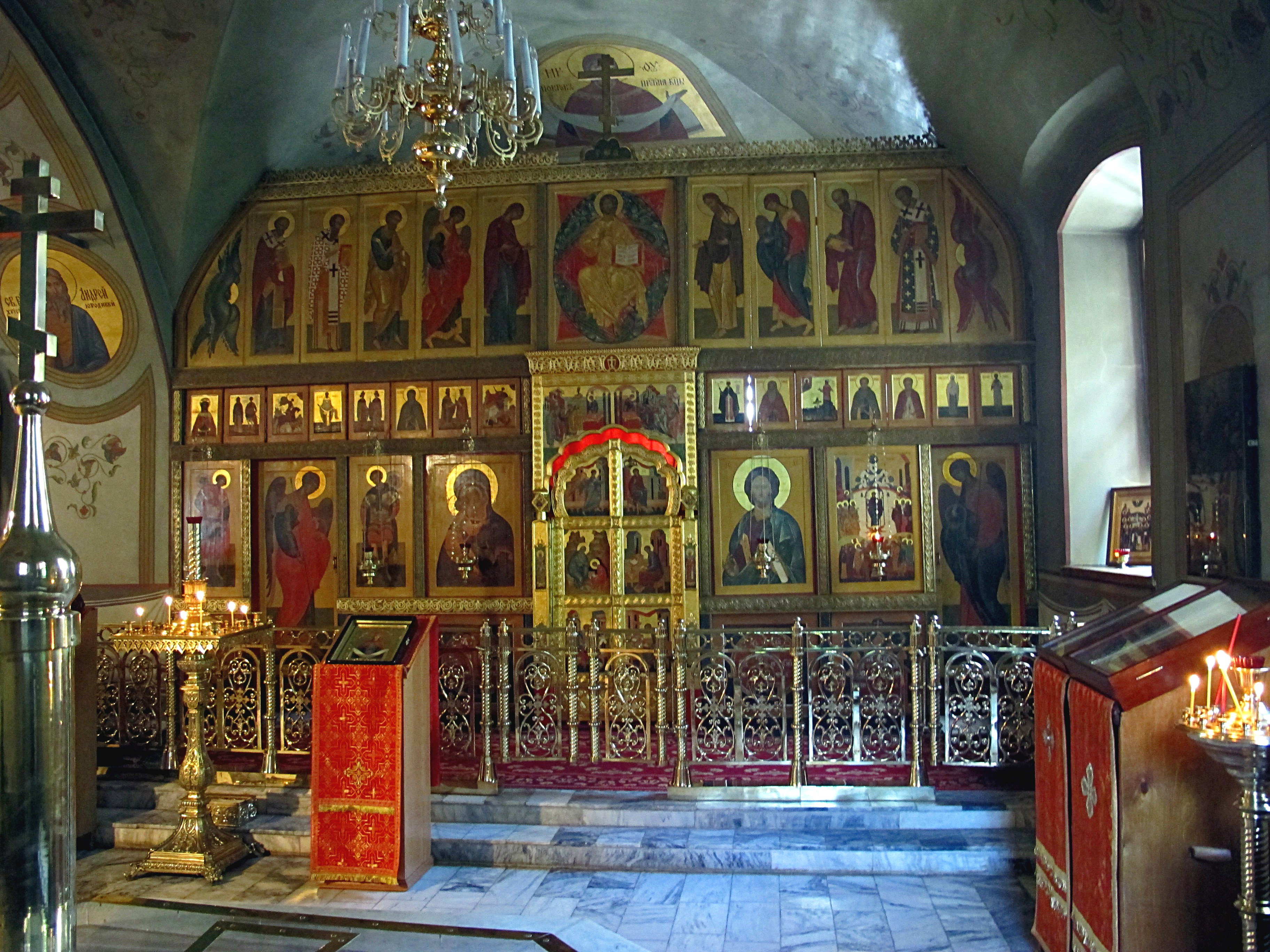
Ikonostas

Pierwsza drewniana cerkiew Trójcy Świętej na miejscu zajmowanym przez obecnie istniejącą (2014) świątynię została wzniesiona przed 1632. Jej wezwanie wybrano prawdopodobnie dlatego, że znajdowała się przy drodze do ławry Troicko-Siergijewskiej (Troickiej – Świętej Trójcy). Od 1651 w okolicy cerkwi żyli żołnierze pułków strzeleckich, przez co obiekt sakralny stał się świątynią wojskową. Strzelcy pragnęli zastąpić starszą drewnianą świątynię murowaną, co było w ówczesnej Moskwie rzadkością. Stało się to możliwe dzięki osobistej pomocy cara. Najpierw przekazał on na ten cel 100 tys. cegieł, a w 1671 dalsze 150 tys. – jako nagrodę za udział w tłumieniu powstania Stieńki Razina. Siedem lat później, wyróżniając strzelców za ich udział w wojnie rosyjsko-tureckiej (w pochodzie na Czehryń), car przekazał dla ich cerkwi ikony i inne elementy wyposażenia. Obiekt został również powiększony o drugi ołtarz Opieki Matki Bożej.
Podczas pierwszego etapu budowy świątyni, jeszcze w latach 50., doszło do konfliktu strzelców z patriarchą moskiewskim i całej Rusi Nikonem, w ocenie którego wygląd obiektu był nie do zaakceptowania. Wznoszona cerkiew była bowiem większa niż opisano w gramocie z błogosławieństwem na budowę. Prawdopodobnie zachowanie Nikona wynikało z chęci podkreślenia prymatu władzy duchownej nad świecką, w tym wypadku – carskimi strzelcami.
Podczas buntu strzelców przeciwko Piotrowi I pułk Ławrientija Suchariewa, który opiekował się cerkwią Trójcy Świętej, jako jedyna formacja strzelców opowiedział się po stronie władcy. W nagrodę Piotr przekazał 700 rubli na remont obiektu sakralnego, jak również zdecydował, że utrzymanie świątyni będzie odtąd obowiązkiem skarbu państwa. W 1704 na mocy kolejnego carskiego ukazu cerkiew Trójcy Świętej stała się siedzibą parafii przeznaczonej dla słuchaczy Szkoły Nawigacji, rozlokowanej w położonej w pobliżu Wieży Suchariewskiej, i wszystkich służących w tworzonej rosyjskiej flocie wojennej. Także po przeniesieniu rosyjskiej Admiralicji do Petersburga świątynia pozostawała związana z marynarką. W końcu lat 80. XVIII w. przy obiekcie zbudowano dzwonnicę, która wbrew kanonom znalazła się na wschód od ołtarza. Takie rozwiązanie przyjęto, respektując nakaz carycy Katarzyny II nakazujący budować przy ulicach kolejne obiekty w równych rzędach. W XIX w. obiekt został gruntownie odremontowany, za co protoprezbiter Pawieł Sokołow otrzymał osobiste podziękowania od metropolity moskiewskiego Filareta.
Po rewolucji październikowej cerkiew początkowo pozostawała czynna. W 1919 w domu duchowieństwa przy niej zamieszkał późniejszy święty archimandryta Hilarion (Troicki). Obiekt sakralny zamknięto w 1931 i zaadaptowano na mieszkania, a następnie na pracownie rzeźbiarzy. Zniszczono cerkiewne kopuły. W 1957 wysadzona w powietrze została cerkiewna dzwonnica. Na początku lat 70. XX wieku na murach świątyni pojawiły się pęknięcia w związku z budową w sąsiedztwie budynku stacji metra „Kołchoznaja”. Renowacją obiektu jeszcze w tej samej dekadzie zajęli się architekci Piotr Baranowski i Oleg Żurin. Przywrócili oni zabytkowej cerkwi pierwotny wygląd. Po ukończeniu prac istniał plan przekształcenia świątyni w salę koncertową, jednak na prace adaptacyjne zabrakło funduszy. Rosyjski Kościół Prawosławny odzyskał obiekt w 1990. Cerkiew Trójcy Świętej pełni funkcje świątyni parafialnej, ponadto odbywają się w niej nabożeństwa w intencji poległych marynarzy.